# Mešita Istiqlal
Mešita Istiqlal (do češtiny přeložitelné jako Mešita nezávislosti) se nachází v indonéské Jakartě. Je to největší mešita v jihovýchodní Asii a může sloužit až 120 000 věřícím.
Budova vznikla jako tzv. národní mešita v roce 1984. Součástí stavby je velká kupole s průměrem 45 m; podpíraná je celkem dvanácti sloupy. Uvnitř se nacházejí též i balkony, a to celkem ve čtyřech patrech. Kromě zázemí pro věřící je součástí celé mešity také i knihovna, místnosti pro různé semináře či konference a náboženská studia.

## Galerie

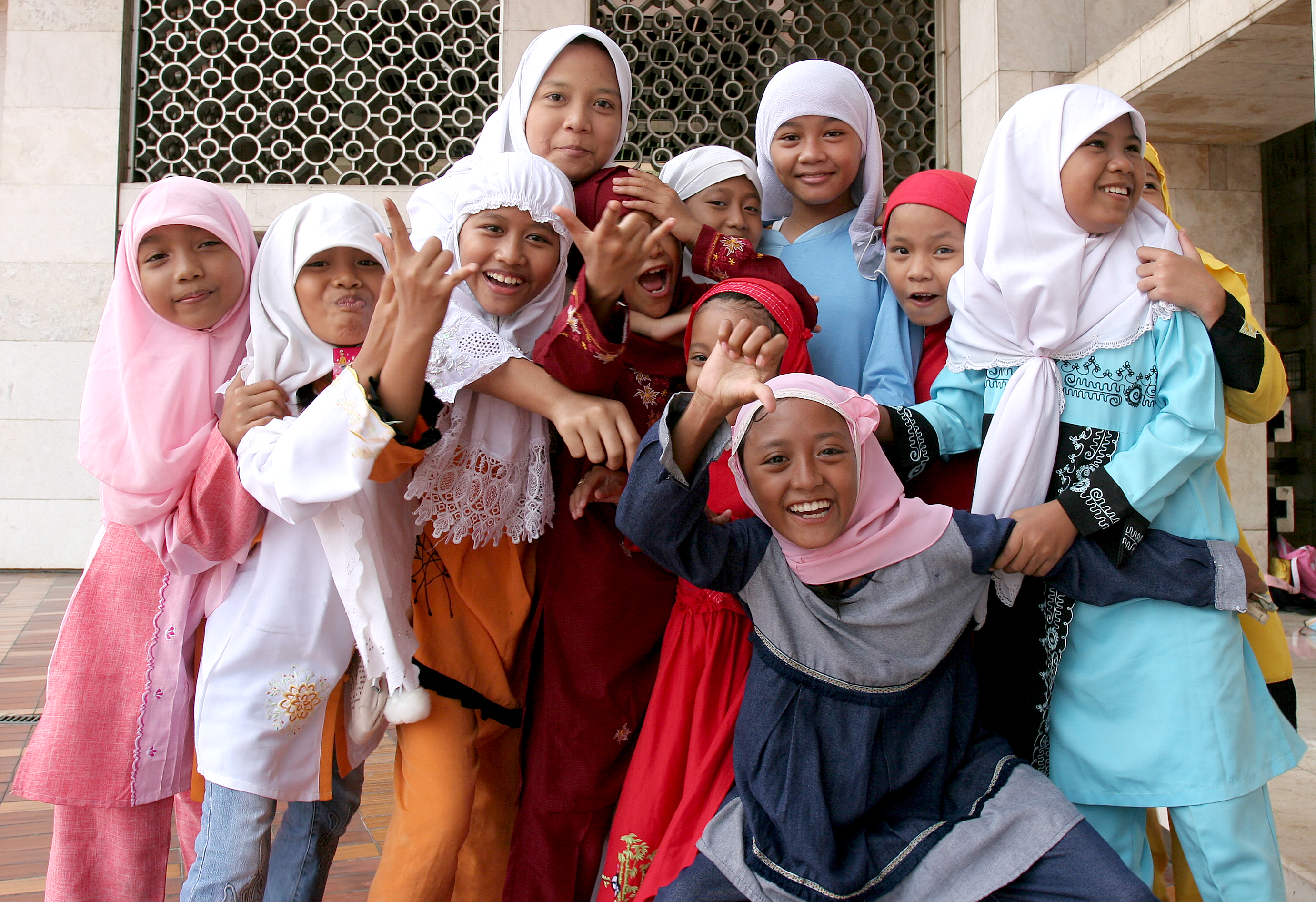
Mešita Istiqlal